# Лопаково (Московская область)
Лопаково — деревня в Орехово-Зуевском муниципальном районе Московской области. Входит в состав сельского поселения Соболевское. Население — 90 чел. (2010).

## География
Деревня Лопаково расположена в юго-западной части Орехово-Зуевского района, примерно в 31 км к юго-западу от города Орехово-Зуево. По западной окраине деревни протекает река Тетёрка. Высота над уровнем моря 128 м. Ближайшие населённые пункты — деревни Минино, Смолёво и Сидорово.

## История
В 1926 году деревня являлась центром Лопаковского сельсовета Карповской волости Богородского уезда Московской губернии, имелось молочное товарищество.
С 1929 года — населённый пункт в составе Куровского района Орехово-Зуевского округа Московской области, с 1930-го, в связи с упразднением округа, — в составе Куровского района Московской области. В 1959 году, после того как был упразднён Куровской район, деревня была передана в Орехово-Зуевский район.
До муниципальной реформы 2006 года Лопаково входило в состав Соболевского сельского округа Орехово-Зуевского района.

## Население
В 1926 году в деревне проживало 341 человек (155 мужчин, 186 женщин), насчитывалось 69 хозяйств, из которых 62 было крестьянских. По переписи 2002 года — 63 человека (22 мужчины, 41 женщина).
| 1926 | 2002 | 2006 | 2010 |
| ---- | ---- | ---- | ---- |
| 341  | ↘63  | ↗87  | ↗90  |